# Kirin
Kirin je naselje u Republici Hrvatskoj, u sastavu Općine Gvozd, Sisačko-moslavačka županija. 

## Stanovništvo
Prema popisu stanovništva iz 2001. godine, naselje je imalo 56 stanovnika te 30 obiteljskih kućanstava.
| broj stanovnika | 996   | 959   | 891   | 1020  | 1102  | 1116  | 1111  | 1169  | 753   | 782   | 718   | 549   | 420   | 320   | 56    | 52    | 22    |
|                 | 1857. | 1869. | 1880. | 1890. | 1900. | 1910. | 1921. | 1931. | 1948. | 1953. | 1961. | 1971. | 1981. | 1991. | 2001. | 2011. | 2021. |

## Znamenitosti
Povrh sela nalazi se neistražena utvrda Kirin. Smatra se da je utvrda, a po njoj i naselje dobila ime po sv. Kvirinu Sisačkom.